# Avalon (circonscription fédérale)
Pour les articles homonymes, voir Avalon (homonymie).
Circonscription électorale fédérale du Canada
Avalon est une circonscription électorale fédérale canadienne dans la province de Terre-Neuve-et-Labrador. Elle comprend la péninsule Avalon de l'île de Terre-Neuve, sauf la région de la ville de St. John's.
Les circonscriptions limitrophes sont Random—Burin—St. George's, St. John's-Sud—Mount Pearl et St. John's-Est.

## Historique
La circonscription d'Avalon a été créée en 2004 avec des parties de Bonavista—Trinity—Conception, St. John's-Est et St. John's-Ouest.

## Députés
| Législature                                                                      | Années        | Député | Député         | Parti        |
| -------------------------------------------------------------------------------- | ------------- | ------ | -------------- | ------------ |
| Avalon issue de Bonavista—Trinity—Conception, St. John's-Est et St. John's-Ouest |               |        |                |              |
| 38e                                                                              | 2004–2006     |        | John Efford    | Libéral      |
| 39e                                                                              | 2006–2008     |        | Fabian Manning | Conservateur |
| 40e                                                                              | 2008–2011     |        | Scott Andrews  | Libéral      |
| 41e                                                                              | 2011–2014     |        | Scott Andrews  | Libéral      |
| 41e                                                                              | 2014-2015     |        | Scott Andrews  | Indépendant  |
| 42e                                                                              | 2015–2019     |        | Ken McDonald   | Libéral      |
| 43e                                                                              | 2019–2021     |        | Ken McDonald   | Libéral      |
| 44e                                                                              | 2021–2025     |        | Ken McDonald   | Libéral      |
| 45e                                                                              | 2025–en cours |        | Paul Connors   | Libéral      |

## Résultats électoraux
Modèle:Élection générale canadienne de 2025 — Avalon
|       | Candidat             | Parti                | # de voix | % des voix |
|       | Lorraine E. Barnett  | Conservateur         | +04 670,  | 11,08 %    |
|       | Ken McDonald         | Libéral              | +23 583,  | 55,95 %    |
|       | Jeannie Baldwin      | NPD                  | +06 085,  | 14,44 %    |
|       | Krista Byrne-Puumala | Vert                 | +00228,   | 0,54 %     |
|       | Jennifer McCreath    | Forces et Démocratie | +00084,   | 0,2 %      |
|       | (x) Scott Andrews    | Indépendant          | +07 501,  | 17,8 %     |
| Total | Total                | Total                | 42 151    | 100 %      |

|       | Candidat             | Parti        | # de voix | % des voix |
|       | Fabian Manning       | Conservateur | +14 749,  | 40,51 %    |
|       | (x) Scott Andrews    | Libéral      | +16 008,  | 43,97 %    |
|       | Matthew Martin Fuchs | NPD          | +05 157,  | 14,16 %    |
|       | Matt Crowder         | Vert         | +00218,   | 0,6 %      |
|       | Randy Wayne Dawe     | Indépendant  | +00276,   | 0,76 %     |
| Total | Total                | Total        | 36 408    | 100 %      |

|       | Candidat           | Parti        | # de voix | % des voix |
|       | (x) Fabian Manning | Conservateur | +11 542,  | 35,16 %    |
|       | Scott Andrews      | Libéral      | +14 866,  | 45,28 %    |
|       | Randy Wayne Dawe   | NPD          | +05 707,  | 17,38 %    |
|       | Dave Aylward       | Vert         | +00714,   | 2,17 %     |
| Total | Total              | Total        | 32 829    | 100 %      |